# Monroyo

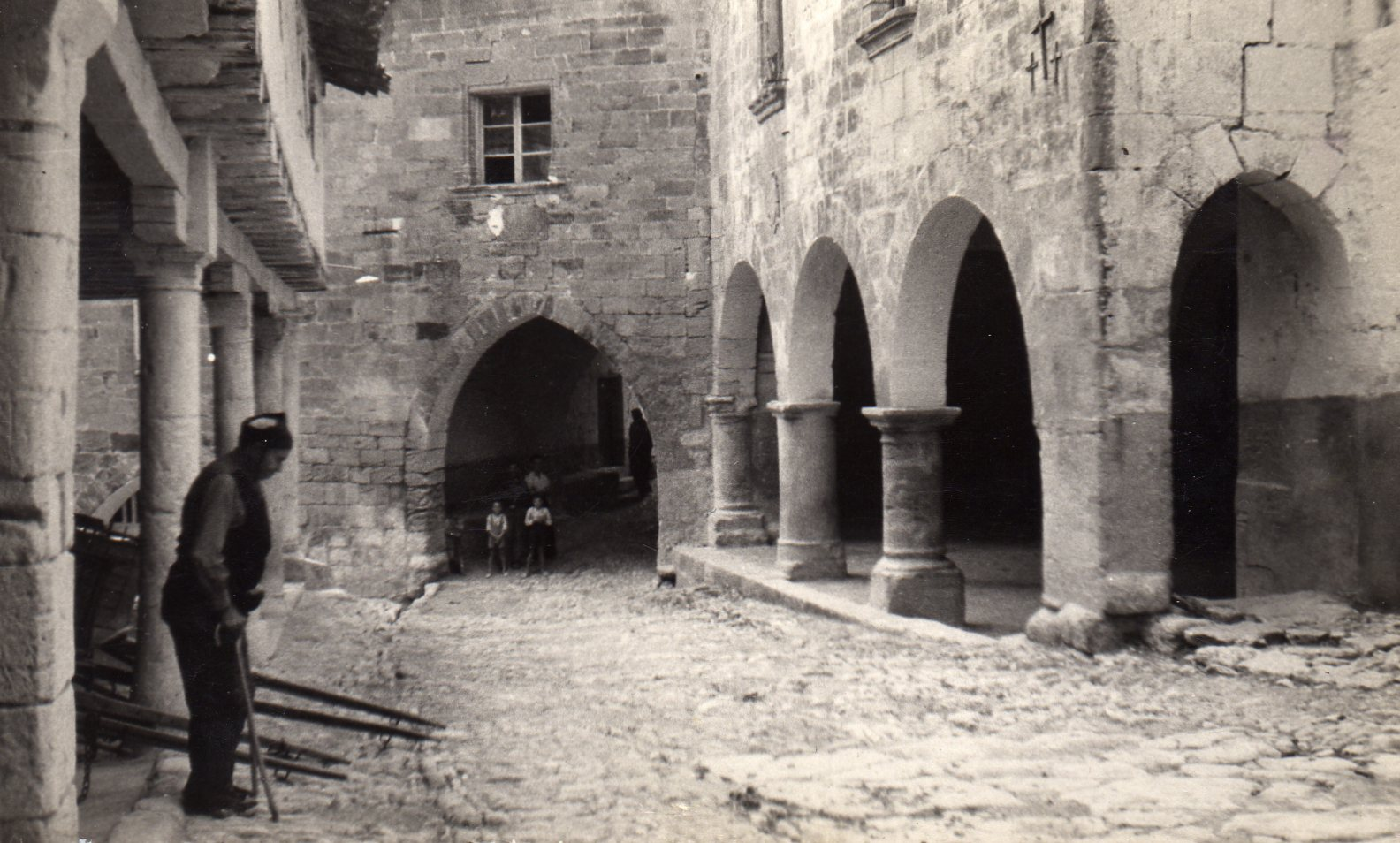
Am Rathaus

Monroyo (katalanisch: Mont-roig de Tastavins) ist eine spanische Gemeinde in der Provinz Teruel der Autonomen Region Aragón. Sie liegt an der Nationalstraße 232 rund 26 Kilometer südwestlich von Valderrobres im Südwesten der Comarca Matarraña (Matarranya) im überwiegend katalanischsprachigen Gebiet der Franja de Aragón. 2024 hatte die Gemeinde 308 Einwohner. 

## Geschichte
In der Reconquista wurde Monroyo im Jahr 1132 und definitiv 1169 vom Königreich Aragón erobert. 1185 kam der Ort an das Erzbistum Tarragona. Später erhielt ihn der Orden von Calatrava, der 1209 die schon zu maurischer Zeit bedeutende Feste in Besitz nahm. Monroyo hatte seit 1257 das Recht, Wochenmärkte abzuhalten, seit 1382 auch einen Jahrmarkt. Im Spanischen Erbfolgekrieg wurde Monroyo 1705 von bourbonischen Truppen gebrandschatzt und geplündert. 1791 wurde die Gemeinde Torre de Arcas abgetrennt. In den Karlistenkriegen wurde Monroyo 1836 angegriffen und 1839 niedergebrannt; zahlreiche Gebäude wurden später nicht wieder aufgebaut. Nach dem Spanischen Bürgerkrieg, in dem die Truppen der Franquisten im April 1938 den Ort besetzten, wurde das Tor von Sant Roc abgebrochen.

## Einwohner
| 1991 | 1996 | 2001 | 2006 | 2011 | 2013 |
| ---- | ---- | ---- | ---- | ---- | ---- |
| 403  | 393  | 354  | 307  | 394  | 367  |

## Sehenswürdigkeiten
- Die denkmalgeschützte Ruine der Burg Castillo de la Muela oder Castell de Mont-roig.[6]
- Das ummauerte Ortszentrum mit den Überresten von vier Toren.
- Kirche
- Rathaus mit seinem Vorplatz
- Casa del Marqués de Santa Coloma
- Casa Sastrón
- Der angeblich aus arabischer Zeit stammende Brunnen Pou de la Vila.
- Die Einsiedelei Ermita de la Consolación, Ziel einer Romería am Pfingstmontag.